# PJモートン
PJモートン（PJ Morton、本名: Kortni Morton、1981年3月29日 - ）は、アメリカ合衆国ルイジアナ州ニューオーリンズ出身のR&Bシンガー、ソングライター、音楽プロデューサー。
2010年からマルーン5にツアーメンバーとして参加し、2012年から正式メンバーとなる。ソロアーティストとして多くの作品を発表しており、グラミー賞には10回を超えるノミネートを受けている。

## 来歴
1981年3月29日、ルイジアナ州ニューオーリンズで生まれる。父親はカナダ生まれのゴスペル・シンガーであり、フル・ゴスペル・バプテスト教会フェローシップの創設者であるポール・S・モートン司教で。母親はグレーター・セント・スティーブン・フル・ゴスペル・バプテスト教会の牧師であるデブラ・ブラウン・モートン博士である。
PJモートンはセント・オーガスティン高校を卒業後、モーハウス・カレッジでマーケティングを専攻し、2003年に卒業した。
2010年にマルーン5のツアーメンバーとしてバンドに参加し、メンバーのジェシー・カーマイケルが活動休止に伴い2012年に正式メンバーとなる。2014年にカーマイケルが復帰した後も、マルーンのキーボーディストとして活動している。
2012年3月、ソロEP『Following My First Mind』をリリースする。
2013年5月、メジャー・デビュー・アルバム『New Orleans』をリリースする。
2017年4月14日、アルバム『Gumbo』を自主リリースし、第60回グラミー賞で最優秀R&Bアルバム賞と最優秀R&Bソング賞の2部門にノミネートされた。
2019年8月9日、アルバム『Paul』をリリースした。第62回グラミー賞では、最優秀R&Bアルバム賞、「Built for Love」が最優秀トラディショナルR&Bパフォーマンス賞にノミネート、「Say So」が最優秀R&Bソング賞を受賞した。

## ディスコグラフィ
スタジオ・アルバム
- Emotions (2005年)
- Walk Alone (2010年)
- New Orleans (2013年)
- Gumbo (2017年)
- Christmas with PJ Morton (2018年)
- Paul (2019年)
- Gospel According to PJ: From the Songbook of PJ Morton (2020年)